# محمدحسین صومی
محمد حسین صومی (متولد ۱۳۴۱ - اهر، آذربایجان شرقی) فوق تخصص گوارش و کبد کشور ایران و رئیس  دانشگاه علوم پزشکی تبریز بود. کارهای ایشان در زمینه ایجاد و ارتقا کلیت دانشگاه اعم از زیر ساختهای آموزشی، تحقیقاتی و درمانی دانشگاه، ارتقا قابل توجه زیر ساخت های فناوری اطلاعات و افزایش ضریب نفوذ سیستم های اطلاعاتی، ارتقای رتبه دانشگاه در تمام رتبه بندی های  ملی و بین المللی  و نیز  تجهیز و راه اندازی مراکز بهداشتی و  بیمارستان‌های متعدد در سراسر استان آذربایجان شرقی، خوابگاه‌های دانشجویی و ازجمله خوابگاه ۲۵۰۰ نفری تلاش و هم چنین تلاش و پیگیری در ارتقای مراکز بهداشتی و درمانی در سطح استان آذربایجان شرقی  مورد توجه و تحسین عموم مردم و نخبگان استانی و کشوری قرار گرفته است. استفاده از ظرفیت و توانایی های نخبگان جوان و  استادان  برجسته ای از قبیل پروفسور ابوالقاسم جویبان، پروفسور سعید اصلان آبادی،  محمد سمیعی،  محبوب نعمتی، دکتر پیمان رضایی هاچه سو  و سایر استادان و نخبگان برجسته دانشگاهی و کشوری در اصلاح فرایندهای دانشگاهی، ارتقاء جایگاه ملی و بین المللی دانشگاه علوم پزشکی تبریز و نیز رویکرد  مدیریت نوین و  علمی محور دانشگاه در دوره ریاست ایشان و با همکاری، مشارکت و جلب نظر نیروهای کیفی و نخبگان جوان دانشگاهی  صورت گرفت.

## تحصیلات
دکترای طب عمومی، متخصص داخلی (بورد)، فوق تخصص گوارش و کبد می‌باشد.

## سوابق و مسئولیت‌ها
- رئیس دانشگاه علوم پزشکی تبریز از سال 1392-1400
- مدیر گروه بیماریهای داخلی دانشگاه علوم پزشکی و خدمات بهداشتی و درمانی تبریز
- عضو هیئت بورد تخصص داخلی کشور
- عضو شورای پژوهشی شبکه‌های هپاتیت و سرطان کشور
- رئیس بخش گوارش دانشگاه علوم پزشکی و خدمات بهداشتی و درمانی تبریز
- رئیس مرکز تحقیقات گوارش و کبد دانشگاه از سال ۱۳۸۴ تاکنون[۹]
- معاون درمان دانشگاه طی سالهای ۸۱–۷۷
- رئیس مرکز آموزشی و درمانی امام خمینی سال ۱۳۸۱–۱۳۸۰
- پژوهشگر برتر بالینی دانشگاه در طی سالهای ۱۳۸۶و ۱۳۸۹و۱۳۹۱
- پژوهشگر برتر کشوری در زمینه تحقیقات پایه و کاربردی در رشته گوارش از طرف انجمن متخصصین گوارش و کبد ایران در سال[۱۰] ۱۳۸۹
- محقق برتر دانشگاه از نظر چاپ مقالات سطح یک آیین‌نامه ارتقاء در سال ۱۳۸۷
- پزشک منتخب سازمان نظام پزشکی استان و کشور در سالهای ۱۳۸۵ و ۱۳۹۱
- رئیس هیئت مدیره انجمن متخصصین داخلی استان آذربایجان شرقی
- بازرس انجمن گوارش و کبد کشور

## دستاوردها
- تلاش ها و فعالیتهای منظم و مدون در جهت ارتقای رتبه بین المللی دانشگاه علوم پزشکی تبریز در نظام رتبه بندی وبومتریکس که از 2500 به 864 ارتقا یافت  [۱۱]
- ارتقای رتبه بین المللی دانشگاه علوم پزشکی تبریز در نظام رتبه بندی Scimago از 32به 6  در ایران [۱۲]
- کسب رتبه سرآمد دانشگاهی در بین تمام دانشگاه ها و دانشکده های مجموعه وزارت بهداشت  در دوره 4 ساله در نظام رتبه بندی پایش برنامه عملیاتی وزارت بهداشت [۱۳][۱۴]
- کسب رتبه سوم پژوهش و فناوری در بین دانشگاه‌های علوم پزشکی کشور، توسط دانشگاه علوم پزشکی تبریز در سال 1399 [۱۵]
- کسب رتبه برتر استانی با تمرکز بر ارائه خدمات الکترونیکی و مردم محور توسط دانشگاه علوم پزشکی تبریز در جشنواره شهید رجایی در سالهای 1397 و 1399 [۱۶]

## حاشیه
در سال ۱۳۹۵  فیش‌های دریافتی حق الزحمه چند ماه او به عنوان ریاست دانشگاه علوم پزشکی تبریز و مبالغ دریافتی به عنوان کارانه پزشکان به‌صورت مغرضانه، ناقص و جهت دار در یکی از سایت‌ها قرار گرفت که با ایشان دچار چالش شده بودند که با شکایت دکتر صومی و محکومیت سایت همراه بوده است.